# Canon de 5,25 pouces QF
Le canon 5,25 pouces QF est un canon naval utilisé comme armement secondaire sur certains cuirassés et comme armement principal sur certains croiseurs de la Royal Navy construits à la fin des années 1930. À usage double (canon antiaérien et antinavire), son calibre important est quelque peu inhabituel pour ce type de canon, mais il a été choisi car le poids de l'obus était le maximum qui puisse être déplacé manuellement. Certains de ces canons seront aussi utilisés comme artillerie côtière.

## Utilisation

### Artillerie navale
Le canon de 5,25 pouces QF Mark I est conçu pour être utilisé comme armement à double emploi sur les cuirassés et croiseurs de la fin des années 1930. Plusieurs configurations ont été mises en service :
| Modèle de tourelle | Navires                           | Type de navires  | Poids              | Élévation     | Vitesse d'élévation | Nombre de tourelles |
| ------------------ | --------------------------------- | ---------------- | ------------------ | ------------- | ------------------- | ------------------- |
| Mark I             | Classe King George V, classe Lion | Cuirassés        | 78,7 tonnes        | De -5° à +70° | 10° par seconde     | 8                   |
| RP10 Mark I*       | HMS Vanguard                      | Cuirassés        | 96,5 tonnes        | De -5° à +70° | 20° par seconde     | 8                   |
| Mark II            | Classe Dido                       | Croiseurs légers | 85,3 à 97,5 tonnes | De -5° à +70° | 10° par seconde     | 5                   |
| RP10 Mark II       | Classe Spartan                    | Croiseurs légers | N/A                | De -5° à +70° | 20° par seconde     | 4                   |

### Artillerie côtière
Plusieurs canons sont empruntés à la Navy pour être utilisés comme artillerie côtière ou pour la lutte antiaérienne. Certains sont installés à Londres, d'autres sur la Princess Anne's Battery à Gibraltar où ils sont encore présents aujourd'hui.
Les Mark II, Mark III et Mark V sont prévus pour être des canons antiaériens pour la British Army, avec une vitesse à la bouche augmentée : seuls quelques exemplaires seront construits. Le Mark IV aurait dû être une amélioration du Mark I pour la Navy : deux prototypes sont commandés en 1944, mais ils ne dépassent jamais le stade de la planche à dessin.